# 真東砂波
真東 砂波（まとう さなみ、4月29日 - ）は、日本の漫画家。ボーイズラブ作家。大分県出身。1990年、「天使の傍」（秋田書店）でデビュー。
代表作は「FAKE」、「FULLMOONにささやいて」。

## 作品リスト

### 漫画
- ペンギンの王様
- Be-ing - 『ボニータ』（1993年4月号 - 1995年2月号）
- FULLMOONにささやいて
  - @FullMoon - 『MiChao! イケパラ』
- 天龍
- ACCESS-B
- 妖YO・U
- FAKE
  - FAKE second Re:TRY - 『Caro』（『コミックシーモア』先行配信）
- 桜の降る夜
- BLACK×BLOOD
- 真東砂波イラスト集 COLOR
- 真東砂波イラスト集 MONOTONE

### 挿絵
ビーボーイノベルズ（ビブロス）
- お願い!ダーリン（作:ひちわゆか）
- バイバイ正義の味方（作:鹿住槇）

ディアブラス文庫（新書館）
- ブラッドエクスタシー（作:前田栄）

パレット文庫（小学館）
- アップビートで行こう（作:小高宏子）

集英社スーパーファンタジー文庫（集英社）
- ソウル・ファクトリー（作:野間ゆかり）
  - 精霊の星
  - 夢歌
  - 光の双樹